# Witmer Stone
Witmer Stone (Filadelfia, 22 settembre 1866 – Filadelfia, 23 maggio 1939) è stato un naturalista statunitense.

## Biografia
Secondo figlio di Frederick D. e Anne E. (nata Witmer) Stone, crebbe nel quartiere tedesco e olandese (Germantown) di Filadelfia. Con alcuni dei suoi compagni, in particolare il futuro ornitologo Stewardson Brown (1867-1921) e il futuro geologo Amos Peaslee Brown (1864-1917), costituì una sorta di mini-società accademica, la Wilson Natural Science Association, che si pose come obiettivo lo studio della storia naturale del loro quartiere.
Dopo gli studi alla Germantown Academy, entrò all'università della Pennsylvania ove ottenne il suo Bachelor of Arts nel 1887 e il suo Master of Arts nel 1891. Ricevette una borsa di studio dal fondo Jessup nel marzo 1888 per poter frequentare l'Accademia di Scienze Naturali di Filadelfia. Lì scoprì una collezione ornitologica che giaceva quasi abbandonata dalla morte di John Cassin (1813-1869), il precedente conservatore, venti anni prima. Tale collezione era costituita da 26.000 esemplari, tutti montati e pronti per essere esposti. Scoprì in particolare che Cassin aveva talvolta etichettato fantasiosamente gli esemplari con diciture del genere: «Etichettato da John Cassin il 29 novembre 1848, alle otto meno un quarto di sera» o «Ho appena appreso della caduta dell'Impero francese. Viva la Repubblica». Altre etichette erano opera di John Kirk Townsend (1809-1851), John James Audubon (1785-1851), Spencer Fullerton Baird (1823-1887) o Rubens Peale (1784-1864). Naturalmente, non era possibile esporre al pubblico 26.000 esemplari, tanto più che numerose specie erano rappresentate da più esemplari, come i trenta esemplari di sparviero europeo o i trentotto di falco pellegrino. Gli olotipi (gli esemplari che erano serviti per descrivere certe specie) erano mescolati agli altri. Stone iniziò allora un enorme lavoro di catalogazione e di conservazione degli esemplari e trovò più di seicento tipi che erano stati utilizzati da John Gould (1804-1881), Cassin, Townsend, Audubon e altri. Mise a punto dei metodi di conservazione per gli esemplari più rari e per quelli appartenenti a specie scomparse. Tale lavoro venne svolto, date le limitate risorse dell'Accamedia, in condizioni difficili.
Dopo essere entrato nell'ufficio dei conservatori, inizialmente come assistente nel 1892, poi come membro nel 1908, e poi ancora come membro esecutivo nel 1918, venne nominato direttore del museo nel 1925 e direttore emerito nel 1928. Divenne uno dei due vicepresidenti nel 1927, carica che mantenne fino alla morte. Stone contribuì all'arricchimento di questa collezione, che passò da 26.000 esemplari a 143.000 al momento della sua morte.
Poco dopo il 1888 Stone incontrò e strinse amicizia con Spencer Trotter (1860-1931), che aveva beneficiato di una borsa di studio Jessup qualche anno prima di lui. Trotter era un ornitologo della vecchia scuola che considerava il fucile come miglior strumento di osservazione degli uccelli. Nel 1885, divenne membro associato della American Ornithologists' Union e, nel 1892, membro effettivo. A partire dal 1890 si dedicò al Delaware Valley Ornithological Club, che raggruppava dei giovani naturalisti appassionati. Fu lui che spinse il club a pubblicare, a partire dal 1894, un elenco degli uccelli del New Jersey e della Pennsylvania orientale. Fu sempre lui a fondare Cassinia, la rivista del club. Una delle attività del club era l'osservazione delle migrazioni degli uccelli. Tale attività gli permise di incontrare numerosi naturalisti quali Joel Asaph Allen (1838-1921), Charles Foster Batchelder (1856-1954), Charles Barney Cory (1857-1921), Robert Ridgway (1850-1929), Elliott Coues (1842-1899), Clinton Hart Merriam (1855-1942), Daniel Giraud Elliot (1835-1915) e altri.
Fu direttore della American Ornithologists' Union (AOU) dal 1920 al 1923 e fu membro attivo della Audubon National Society, nonché di altre società scientifiche come la American Association for the Advancement of Science e la Commissione internazionale di nomenclatura zoologica. Partecipò, a partire dal 1896, al comitato per la protezione degli uccelli della AOU, ma dei disaccordi sulla limitazione della raccolta delle uova degli uccelli selvatici lo spinsero a dimettersi. Partecipò anche ad altri comitati, soprattutto a quelli di tassonomia, e diresse la pubblicazione della rivista della società, The Auk, dal 1912 al 1936.
Oltre all'ornitologia, Stone si interessò anche agli insetti e alle piante della sua regione. Fece pubblicare un'opera sulla flora del New Jersey meridionale di più di 800 pagine.
Ricevette una laurea honoris causa di dottore in scienze nel 1913 e una Alumni Award al Merito nel 1937.